# Saint-Cyr-l'École
Saint-Cyr-l'École là một xã trong vùng đô thị Paris, thuộc tỉnh Yvelines, vùng hành chính Île-de-France của nước Pháp, có dân số là 14.566 người (thời điểm 1999). Thành phố nằm về phía tây của Versailles.